# Lucky Cisco Kid
Lucky Cisco Kid (bra: Bandoleiro da Sorte) é um filme de faroeste estadunidense de 1940 dirigido por H. Bruce Humberstone e estrelado por Cesar Romero, Mary Beth Hughes e Dana Andrews, este último em sua estreia no cinema. 

## Elenco
- Cesar Romero como Cisco Kid
- Mary Beth Hughes como Lola
- Dana Andrews como Sargento Dunn
- Evelyn Venable como Emily Lawrence
- Chris-Pin Martin como Gordito
- Willard Robertson como Juiz McQuade
- Joe Sawyer como Bill Stevens
- Johnny Sheffield como Tommy Lawrence
- William Royle como Xerife
- Adrian Morris como parceiro do Smoketree
- Lillian Yarbo como Queenie (sem crédito)